# (10907) Savalle
(10907) Savalle est un astéroïde de la ceinture principale.

## Description
(10907) Savalle est un astéroïde de la ceinture principale. Il fut découvert le 6 décembre 1997 à Caussols par le projet ODAS. Il présente une orbite caractérisée par un demi-grand axe de 2,83 UA, une excentricité de 0,09 et une inclinaison de 2,1° par rapport à l'écliptique.

## Compléments